# 國會記者會館
國會記者會館（日语：国会記者会館，こっかいきしゃかいかん）是位於日本東京都千代田區永田町的一座建築。日本各大新聞機構的記者俱樂部入駐於此。1969年，眾議院事務局耗資5.6379億日元修建該建築。國會記者會館建築本身和土地均為國有。入駐條件是必須是國會記者會（有159家機構參加）的所屬成員。使用費用免費。